# منطقه ارونگو
منطقه ارونگو (به لاتین: Erongo Region) یکی از منطقه‌های نامیبیا است که در غرب این کشور واقع شده‌است. منطقه ارونگو ۶۳٬۵۳۹ کیلومتر مربع مساحت و ۱۵۰٬۴۰۰ نفر جمعیت دارد.